# Francis Blin
Pour les articles homonymes, voir Blin.
Francis Blin né à Rennes le 11 septembre 1827 et mort dans la même ville le 26 juillet 1866 est un peintre français.

## Biographie

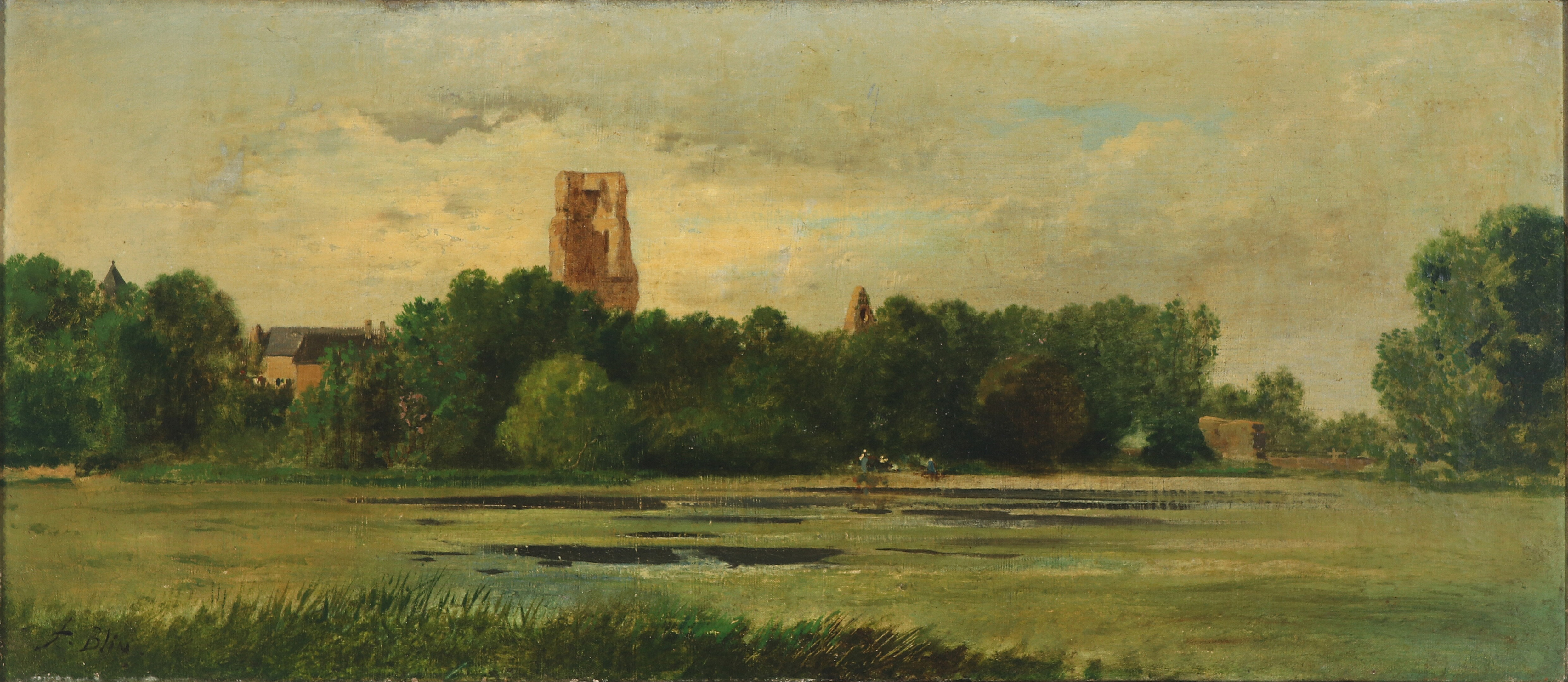
Paysage avec ruine au bord d'un lac, localisation : Saint-Aubin-du-Cormier.

Élève de François-Édouard Picot (1786-1868) à l'École des beaux-arts de Paris, Francis Blin a connu une certaine notoriété pour ses paysages, concernant principalement la région de Monterfil et la Côte d'Émeraude.
Il a exposé au Salon de 1852 à 1866, a été mentionné honorablement en 1859, médaillé en 1865, a obtenu la médaille d'honneur en 1866.
Il meurt à Rennes le 26 juillet 1866.
Sa veuve, Jeanne-Marie-Auguste Fauquembergue, épouse le peintre Amédée Guérard. Francis Blin avait une maison à Saint-Briac-sur-Mer, où il invitait son ami Amédée Guérard[réf. nécessaire].
En Bretagne, au moins quatre rues portent son nom.

## Œuvres dans les collections publiques

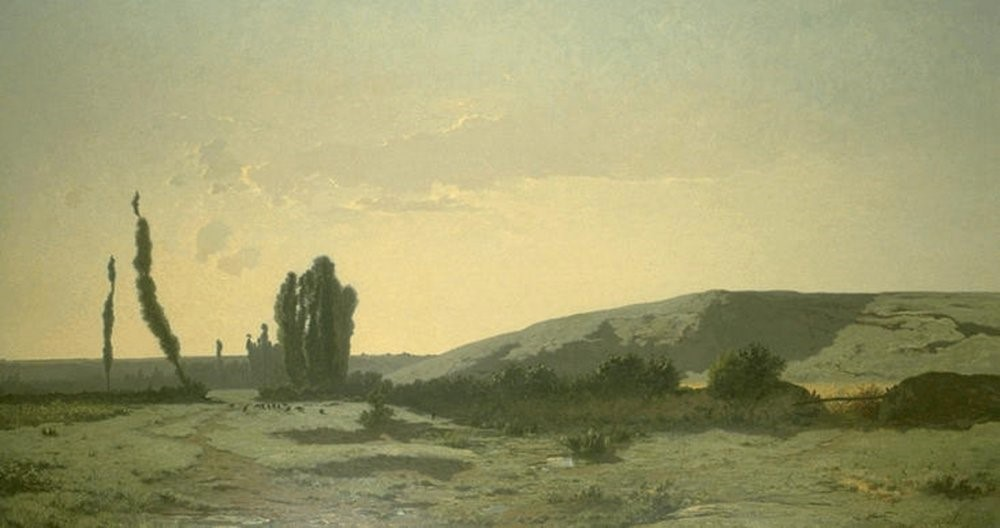
Francis Blin ː Le matin dans la lande, souvenir de Monterfil (1859, huile sur toile, Musée des Beaux-Arts de Rennes).

- Langres, musée d'Art et d'Histoire : Un Vieux moulin, 1865, 132 × 194 cm[2].
- Orléans, Musée des Beaux-Arts :
  - Paysage. Petit port côtier de Bretagne, huile sur toile, 20 x 26 cm[3],
  - Côtes rocheuses en Bretagne, huile sur toile, 15 x 27 cm[4],
  - Paysage. Barque dans les marais, huile sur toile, 42 x 33 cm[5] ,
  - Paysage de Bretagne, huile sur toile, 80,5 x 100 cm[6],
  - Paysage d’Auvergne, huile sur toile, 40,5 x 32,5 cm (disparu en juin 1940)[7].
- Rennes, Musée des Beaux-Arts :
  - Le Matin dans la lande, souvenir de Monterfil, 1859

Un catalogue complet des œuvres de Francis Blin a été publié en 1867.